# Namnlösan (Lemland, Åland)
Namnlösan är skär i Åland (Finland). De ligger i Ålands hav eller Skärgårdshavet och i kommunen Lemland i landskapet Åland, i den sydvästra delen av landet. Öarna ligger omkring 14 kilometer söder om Mariehamn och omkring 280 kilometer väster om Helsingfors.
Arean för den av öarna koordinaterna pekar på är 0,3 hektar och dess största längd är 120 meter i sydöst-nordvästlig riktning. Närmaste större samhälle är Mariehamn, 14,2 km norr om Namnlösan.